# David MacMillan
David William Cross MacMillan (Bellshill, 16 de marzo de 1968) es un químico británico-estadounidense, profesor de química en la Universidad de Princeton, donde también fue presidente del Departamento de Química de 2010 a 2015. Compartió el premio Nobel de Química de 2021 con Benjamin List "por el desarrollo de la organocatálisis asimétrica".